# Johan Franzén
Pour les articles homonymes, voir Franzen.
Johan Franzén (né le 23 décembre 1979 à Vetlanda en Suède) est un joueur professionnel suédois de hockey sur glace.

## Biographie

### Carrière en club
Formé au club de Boro-Vetlanda, il commence sa carrière professionnelle en 1999 avec l'équipe de Tranås AIF en Allsvenskan, puis la poursuit avec Linköping, qui accède en 2001 à l'Elitserien (première division). Il est choisi en 2004 au cours du repêchage d'entrée dans la Ligue nationale de hockey par les Red Wings de Détroit au 3e tour, en 97e position. Il évolue dans cette équipe depuis 2005-2006. Lors des playoffs 2007-2008, il inscrit 9 buts dans une série de quatre matchs contre l'Avalanche du Colorado dépassant le record de Gordie Howe (8 buts). Il est le premier joueur depuis Jari Kurri en 1985 à inscrire deux triplés dans la même série. À la fin de la saison régulière 2008-2009, il signe un contrat de 11 ans avec les Red Wings. Le 6 mai 2010, il inscrit six points (un quadruplé et deux assistances) contre les Sharks de San José (victoire 7-1) en séries éliminatoires de la Coupe Stanley. Le 2 février 2011, Franzén marque cinq buts contre les Sénateurs d'Ottawa, lors d'une victoire 7-5. Il devient le premier joueur en 3 ans à marquer 5 buts.

### Carrière internationale
Il fait partie de l'Équipe de Suède de hockey sur glace aux différentes compétitions internationales depuis 2004. Il a remporté en 2006 le Championnat du monde.

## Statistiques
| Saison     | Équipe               | Ligue            |     | Saison régulière | Saison régulière | Saison régulière | Saison régulière | Saison régulière |    | Séries éliminatoires | Séries éliminatoires | Séries éliminatoires | Séries éliminatoires | Séries éliminatoires |
| Saison     | Équipe               | Ligue            | PJ  | B                | A                | Pts              | Pun              | PJ               | B  | A                    | Pts                  | Pun                  |                      |                      |
| 1994-1995  | Boro-Vetlanda        | Division 2       | 5   | 1                | 0                | 1                | 2                | -                | -  | -                    | -                    | -                    |                      |                      |
| 1995-1996  | Boro-Vetlanda        | Division 2       | 32  | 4                | 4                | 8                | 10               | -                | -  | -                    | -                    | -                    |                      |                      |
| 1996-1997  | Boro-Vetlanda        | Division 3       | 28  | 14               | 4                | 18               | 22               | -                | -  | -                    | -                    | -                    |                      |                      |
| 1996-1997  | HV 71                | Superelite Jr.   | 2   | 0                | 1                | 1                | -                | -                | -  | -                    | -                    | -                    |                      |                      |
| 1997-1998  | Boro-Vetlanda        | Division 3       | 26  | 30               | 12               | 42               | 18               | -                | -  | -                    | -                    | -                    |                      |                      |
| 1998-1999  | Boro-Vetlanda        | Division 3       | 10  | 23               | 2                | 25               | 37               | -                | -  | -                    | -                    | -                    |                      |                      |
| 1999-2000  | Tranås AIF           | Allsvenskan      | 23  | 9                | 6                | 15               | 16               | -                | -  | -                    | -                    | -                    |                      |                      |
| 1999-2000  | Tranås AIF           | Superallsvenskan | 14  | 2                | 9                | 11               | 6                | -                | -  | -                    | -                    | -                    |                      |                      |
| 2000-2001  | Linköpings HC        | Allsvenskan      | 27  | 7                | 17               | 24               | 24               | -                | -  | -                    | -                    | -                    |                      |                      |
| 2000-2001  | Linköpings HC        | Superallsvenskan | 14  | 5                | 3                | 8                | 12               | 10               | 3  | 3                    | 6                    | 0                    |                      |                      |
| 2001-2002  | Linköpings HC        | Elitserien       | 36  | 2                | 6                | 8                | 64               | -                | -  | -                    | -                    | -                    |                      |                      |
| 2002-2003  | Linköpings HC        | Elitserien       | 37  | 2                | 4                | 6                | 14               | -                | -  | -                    | -                    | -                    |                      |                      |
| 2002-2003  | Linköpings HC        | Superallsvenskan | -   | -                | -                | -                | -                | 10               | 1  | 4                    | 5                    | 4                    |                      |                      |
| 2003-2004  | Linköpings HC        | Elitserien       | 49  | 12               | 18               | 30               | 26               | 5                | 0  | 1                    | 1                    | 8                    |                      |                      |
| 2004-2005  | Linköpings HC        | Elitserien       | 43  | 7                | 7                | 14               | 45               | 6                | 2  | 0                    | 2                    | 16                   |                      |                      |
| 2005-2006  | Red Wings de Détroit | LNH              | 80  | 12               | 4                | 16               | 36               | 6                | 1  | 2                    | 3                    | 4                    |                      |                      |
| 2006-2007  | Red Wings de Détroit | LNH              | 69  | 10               | 20               | 30               | 37               | 18               | 3  | 4                    | 7                    | 10                   |                      |                      |
| 2007-2008  | Red Wings de Détroit | LNH              | 72  | 27               | 11               | 38               | 51               | 16               | 13 | 5                    | 18                   | 14                   |                      |                      |
| 2008-2009  | Red Wings de Détroit | LNH              | 71  | 34               | 25               | 59               | 44               | 23               | 12 | 11                   | 23                   | 12                   |                      |                      |
| 2009-2010  | Red Wings de Détroit | LNH              | 27  | 10               | 11               | 21               | 22               | 12               | 6  | 12                   | 18                   | 16                   |                      |                      |
| 2010-2011  | Red Wings de Détroit | LNH              | 76  | 28               | 27               | 55               | 58               | 8                | 2  | 1                    | 3                    | 6                    |                      |                      |
| 2011-2012  | Red Wings de Détroit | LNH              | 77  | 29               | 27               | 56               | 40               | 5                | 1  | 0                    | 1                    | 8                    |                      |                      |
| 2012-2013  | Red Wings de Détroit | LNH              | 41  | 14               | 17               | 31               | 41               | 14               | 4  | 2                    | 6                    | 8                    |                      |                      |
| 2013-2014  | Red Wings de Détroit | LNH              | 54  | 16               | 25               | 41               | 40               | 5                | 0  | 2                    | 2                    | 2                    |                      |                      |
| 2014-2015  | Red Wings de Détroit | LNH              | 33  | 7                | 15               | 22               | 30               | -                | -  | -                    | -                    | -                    |                      |                      |
| 2015-2016  | Red Wings de Détroit | LNH              | 2   | 0                | 1                | 1                | 2                | -                | -  | -                    | -                    | -                    |                      |                      |
| Totaux LNH | Totaux LNH           | Totaux LNH       | 602 | 187              | 183              | 370              | 401              | 107              | 42 | 39                   | 81                   | 80                   |                      |                      |

## Trophées et honneurs personnels
- Record de buts dans une série de 4 matchs de série éliminatoire (contre l'Avalanche du Colorado en 2008) : 9.